# Golman Pierre
Golman Pierre (Dessalines, Haití, 21 de febrero de 1971) es un exfutbolista y entrenador de fútbol de Haití que jugaba en la posición de delantero centro.

## Carrera

### Club
| Periodo   | Club          |
| --------- | ------------- |
| 1991-1993 | AS Dessalines |
| 1995-2005 | FICA          |

### Selección nacional
Jugó para Haití en 35 ocasiones de 1996 a 2003 y anotó 23 goles; participó en dos ediciones de la Copa de Oro de la Concacaf.
| Goles con selección nacional | Goles con selección nacional | Goles con selección nacional                              | Goles con selección nacional | Goles con selección nacional | Goles con selección nacional | Goles con selección nacional                         |
|                              | Fecha                        | Sede                                                      | Rival                        | Marcador                     | Resultado                    | Torneo                                               |
| ---------------------------- | ---------------------------- | --------------------------------------------------------- | ---------------------------- | ---------------------------- | ---------------------------- | ---------------------------------------------------- |
| 1.                           | 12 de mayo de 1996           | Stade Sylvio-Cator, Port-au-Prince, Haití                 | Granada                      | 2-0                          | 6-1                          | Clasificación para la Copa Mundial de Fútbol de 1998 |
| 2.                           | 12 de mayo de 1996           | Stade Sylvio-Cator, Port-au-Prince, Haití                 | Granada                      | 3-0                          | 6-1                          | Clasificación para la Copa Mundial de Fútbol de 1998 |
| 3.                           | 18 de mayo de 1996           | National Cricket Stadium, Saint-Georges, Granada          | Granada                      | 1-0                          | 1-0                          | Clasificación para la Copa Mundial de Fútbol de 1998 |
| 4.                           | 27 de mayo de 1996           | Manny Ramjohn Stadium, San Fernando, Trinidad y Tobago    | San Vicente y las Granadinas | 1-0                          | 2-2                          | Copa del Caribe de 1996                              |
| 5.                           | 27 de mayo de 1996           | Manny Ramjohn Stadium, San Fernando, Trinidad y Tobago    | San Vicente y las Granadinas | 2-0                          | 2-2                          | Copa del Caribe de 1996                              |
| 6.                           | 11 de mayo de 2000           | Stade Sylvio-Cator, Port-au-Prince, Haití                 | Dominica                     | 1-0                          | 4-0                          | Clasificación para la Copa Mundial de Fútbol de 2002 |
| 7.                           | 11 de mayo de 2000           | Stade Sylvio-Cator, Port-au-Prince, Haití                 | Dominica                     | 2-0                          | 4-0                          | Clasificación para la Copa Mundial de Fútbol de 2002 |
| 8.                           | 11 de mayo de 2000           | Stade Sylvio-Cator, Port-au-Prince, Haití                 | Dominica                     | 4-0                          | 4-0                          | Clasificación para la Copa Mundial de Fútbol de 2002 |
| 9.                           | 19 de mayo de 2000           | Windsor Park, Roseau, Dominica                            | Dominica                     | 1-1                          | 3-1                          | Clasificación para la Copa Mundial de Fútbol de 2002 |
| 10.                          | 19 de mayo de 2000           | Windsor Park, Roseau, Dominica                            | Dominica                     | 2-1                          | 3-1                          | Clasificación para la Copa Mundial de Fútbol de 2002 |
| 11.                          | 19 de mayo de 2000           | Windsor Park, Roseau, Dominica                            | Dominica                     | 3-1                          | 3-1                          | Clasificación para la Copa Mundial de Fútbol de 2002 |
| 12.                          | 1 de abril de 2000           | Stade Sylvio-Cator, Port-au-Prince, Haití                 | Bahamas                      | 4-0                          | 9-0                          | Clasificación para la Copa Mundial de Fútbol de 2002 |
| 13.                          | 1 de abril de 2000           | Stade Sylvio-Cator, Port-au-Prince, Haití                 | Bahamas                      | 6-0                          | 9-0                          | Clasificación para la Copa Mundial de Fútbol de 2002 |
| 14.                          | 16 de abril de 2000          | Thomas Robinson Stadium, Nasáu, Bahamas                   | Bahamas                      | 3-0                          | 4-0                          | Clasificación para la Copa Mundial de Fútbol de 2002 |
| 15.                          | 16 de abril de 2000          | Thomas Robinson Stadium, Nasáu, Bahamas                   | Bahamas                      | 4-0                          | 4-0                          | Clasificación para la Copa Mundial de Fútbol de 2002 |
| 16.                          | 7 de mayo de 2000            | Hasely Crawford Stadium, Port of Spain, Trinidad y Tobago | Trinidad y Tobago            | 1-3                          | 1-3                          | Clasificación para la Copa Mundial de Fútbol de 2002 |
| 17.                          | 17 de junio de 2000          | Stade Sylvio-Cator, Port-au-Prince, Haití                 | Honduras                     | 1-2                          | 1-3                          | Clasificación para la Copa Mundial de Fútbol de 2002 |
| 18.                          | 16 de mayo de 2001           | Marvin Lee Stadium, Macoya, Trinidad y Tobago             | San Cristóbal y Nieves       | 2-1                          | 7-2                          | Copa del Caribe de 2001                              |
| 19.                          | 16 de mayo de 2001           | Marvin Lee Stadium, Macoya, Trinidad y Tobago             | San Cristóbal y Nieves       | 4-1                          | 7-2                          | Copa del Caribe de 2001                              |
| 20.                          | 16 de mayo de 2001           | Marvin Lee Stadium, Macoya, Trinidad y Tobago             | San Cristóbal y Nieves       | 5-2                          | 7-2                          | Copa del Caribe de 2001                              |
| 21.                          | 16 de mayo de 2001           | Marvin Lee Stadium, Macoya, Trinidad y Tobago             | San Cristóbal y Nieves       | 6-2                          | 7-2                          | Copa del Caribe de 2001                              |
| 22.                          | 18 de mayo de 2001           | Marvin Lee Stadium, Macoya, Trinidad y Tobago             | Surinam                      | 1-0                          | 1-1                          | Copa del Caribe de 2001                              |
| 23.                          | 26 de enero de 2002          | Miami Orange Bowl, Miami, Estados Unidos                  | Costa Rica                   | 1-1                          | 1-2                          | Copa de Oro de la Concacaf 2002                      |

### Entrenador
| Periodo | Club          |
| ------- | ------------- |
| 2011    | AS Dessalines |

## Logros

### Club
- Liga de fútbol de Haití (2): 1998, 2001

### Individual
- Goleador de la Liga de fútbol de Haití (2): 1999 (19 goles), 2001 (24 goles).